# Eschweiler (Heinsberg)
Eschweiler liegt in Nordrhein-Westfalen im Regierungsbezirk Köln und ist ein Ortsteil der westlichsten Kreisstadt Deutschlands Heinsberg.

## Geographie
Eschweiler liegt zwischen den Heinsberger Stadtteilen Schafhausen und Hülhoven an der Landstraße 228.

## Geschichte

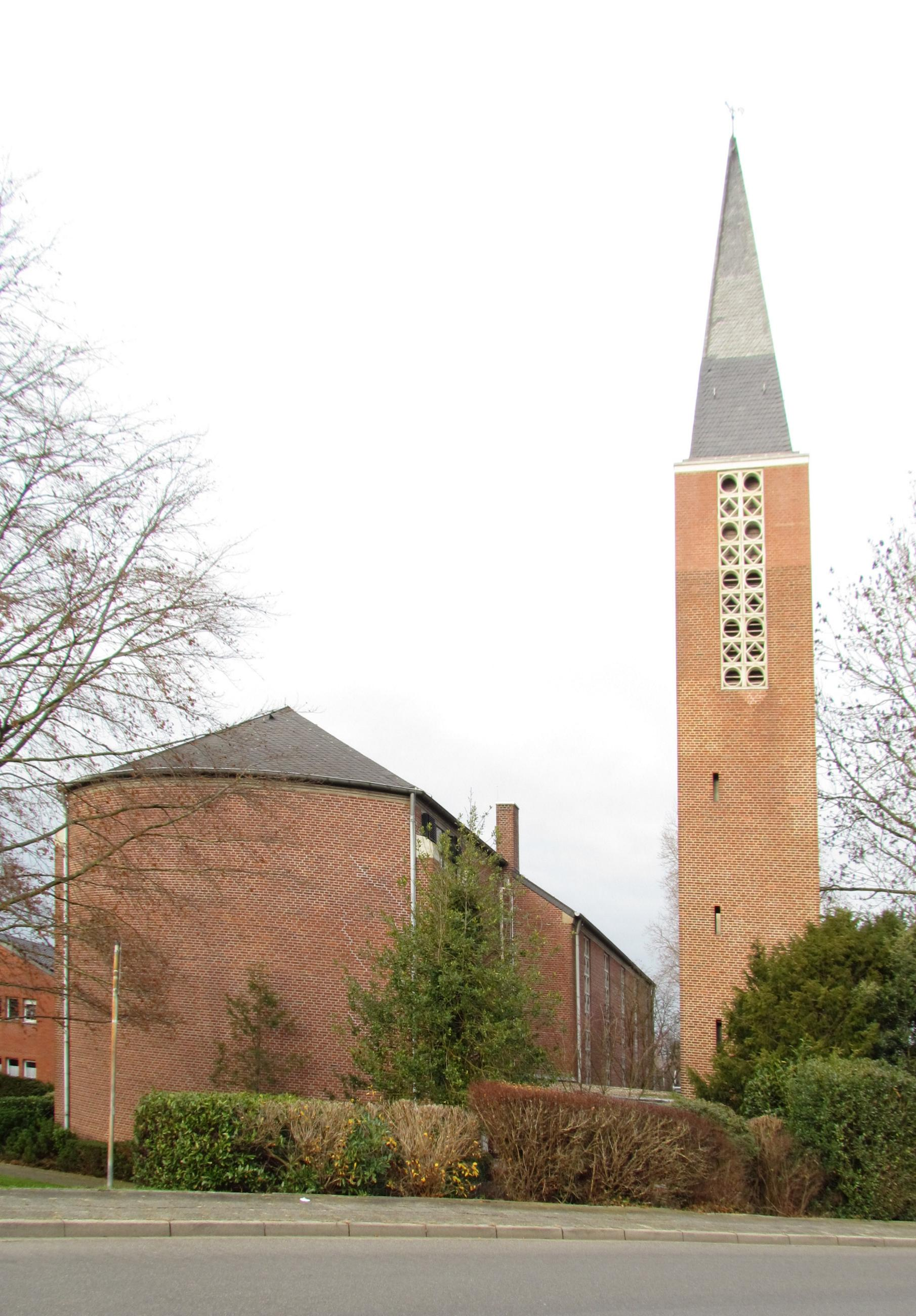
Kath. Kirche St. Andreas

Lange Zeit gehörte Eschweiler seelsorgerisch zur Pfarre Dremmen. 1764 ließ ein aus Eschweiler gebürtiger Pfarrer eine Kapelle bauen, die der heiligen Familie „Jesus, Maria und Joseph“ geweiht wurde. Erst später wurde St. Andreas Kapellen- und Ortspatron. Ab 1778 wurde gelegentlich eine Messe von Priestern der näheren Umgebung gelesen. Erst ab 1849 kam ein Dremmener Kaplan regelmäßig nach Eschweiler, und 1864 bauten die Eschweiler ihr eigenes Rektorat in dem Bestreben nach einer eigenen geistlichen Vertretung.
Nach langem Ringen beschloss Ostern 1954 Bischof Pohlschneider, die Orte Eschweiler, Grebben, Hülhoven und die Siedlung Hartenbauer von der Pfarre Dremmen zu lösen und zu einer selbständigen Pfarre zu machen. Im Mai 1954 wurde der erste Priester in Eschweiler eingeführt. Dieser gründete den „St. Andreas -Kirchenbauverein“, da die Kapelle für die zahlreichen Besucher zu klein wurde. Im Juni 1957 wurde die alte Kapelle abgerissen, und im September 1958 konnte die neue Kirche schon eingesegnet werden. 1960 wurde ein Taufstein und eine neue Orgel sowie 1962 ein Geläut, bestehend aus den vier Glocken Andreas, Antonius, Lambertus und Johannes, erworben.
Vom Erdbeben von 1992 wurde auch diese Pfarrkirche in Mitleidenschaft gezogen. Die Schäden waren hauptsächlich im Bereich der Orgelempore in Form von Rissen in Mauerwerk und Putz. Mit der Behebung der Schäden wurde auch ein neuer Anstrich der Kirche vorgenommen.
Inzwischen gehört Eschweiler mit zur Gemeinschaft der Gemeinden (GdR) bestehend aus:
- St. Lambertus, Dremmen
- St. Andreas, Eschweiler
- St. Josef, Horst
- St. Aloysius, Oberbruch
- St. Mariä Rosenkranz Porselen
- St. Lambertus Randerath
- St. Mariä Himmelfahrt Uetterath

## Kultur und Sehenswürdigkeiten
Seit dem 21. Mai 2005 sind die Ortsteile Eschweiler, Grebben und Hülhoven mit ihren Vereinen in einem Ortsring organisiert.
Die Aufgaben des Ortsringes e. V. sind
- Erhalt und Förderung heimischen Brauchtums
- Landschafts- und Denkmalpflege
- Unterstützung kultureller Bestrebungen und Veranstaltungen
- Heimat- und Dorfpflege
- Dorfverschönerungsmaßnahmen
- Koordinierung von Terminen
- Erstellung eines Veranstaltungskalenders

## Infrastruktur und Verkehr
Eschweiler besteht aus wenigen Straßen: Auf dem Stieg, Ilbertzstraße, In der Ham, Kampstraße, Kapellenring
Die AVV-Buslinie 493 der WestVerkehr verbindet Eschweiler wochentags mit Heinsberg, Oberbruch und Lindern. Abends und am Wochenende kann der MultiBus angefordert werden. An Schultagen verkehrt zudem eine einzelne Fahrt der Linie 472 vom Schulzentrum Oberbruch nach Straeten über Eschweiler.
| Linie | Verlauf |
| ----- | --- |
| 493   | Heinsberg Busbf – (Heinsberg Kreishaus –) Schafhausen – Eschweiler – Grebben – Oberbruch – Hülhoven – Dremmen – (Dremmen Bf –) Porselen – Horst – Randerath – (Lindern Linnicher Str. ←) Lindern Bf – Linnich-SIG Combibloc |